# Toshiba Railway HDB 800
Die Speicher-Hybrid-Lok HDB 800 von Toshiba Railway Europe GmbH ist eine Hybridlokomotive, bei der der Prototyp sowohl für den Antrieb unter Oberleitung als auch mit Dieselmotor sowie Batterieantrieb gefertigt wurde. Die inzwischen fest bestellten Serienlokomotiven werden inzwischen lediglich mit dieselelektrischem Antrieb und mit Batterieantrieb ausgeführt.
Sie basiert technisch auf der Reihe HD 300 vom selben Hersteller und soll die nächste Generation von schweren Rangierlokomotiven bei DB Cargo darstellen. 2019 wurde die erste Baumusterlok fertiggestellt, 50 Lokomotiven sind von DB Cargo bestellt, weitere 50 Lokomotiven sind vom Logistikpartner Railpool geordert. Die Leistung der Lokomotive ist über der der Alstom H3 angelegt.

## Geschichte
Die Rangierlokomotiven von DB Cargo hatten am Ende der 2010er Jahre ein Alter von 40 Jahren erreicht und müssen ersetzt werden. Ihr damaliger Antrieb entsprach nicht mehr den modernen Anforderungen bezüglich Umweltverträglichkeit und Energieeffizienz. Um die Lokomotiven der Baureihe 290 und deren Umbauvarianten zu ersetzen, soll eine völlig neu entwickelte Antriebskonfiguration Einzug halten. Gleichzeitig wurden zwei Lokomotiven der Reihe 294 in eine Hybridlokomotive mit Dieselmotor sowie Batterieantrieb umgebaut und auf der Messe Transport logistic in München präsentiert. Bei den ÖBB wird auf den Hybridantrieb im Verschub auf stellenweise oberleitungsfreien Gleisanlagen gesetzt.
Die Baumusterlokomotive wurde am alten Maschinenbau Kiel Standort fertiggestellt und im Juni 2019 ebenfalls auf der Transport logistic ausgestellt. Dabei liefen Gespräche über den zukünftigen Einsatz der Lok mit potentiellen Kunden aus den Niederlanden sowie Osteuropa. Neben der Hybridtechnik besitzt die Lokomotive ein der ÖBB 1063-ähnliches Äußeres. Mitte 2023 wurde mit der Fertigung der ersten 10 Vorserienlokomotiven bei Talbot Services in Aachen begonnen. Mitte 2020 soll dann mit den umfangreichen Tests und Zulassungsverfahren begonnen werden, die Anfang 2021 abgeschlossen sein sollen. In der Zwischenzeit ist das Testprogramm nach hinten herausgeschoben und Ende 2024 sind mit der 1018 001-0 und der 1018 002-8 erst zwei Lokomotiven fertiggestellt (ohne Stromabnehmer), und die 1018 001-0 wurde bei dem Alstom-Testgleis in Hennigsdorf eingehend erprobt.  Die Vorserienlokomotiven sind ebenfalls Teil der Prüfung. Bei DB Cargo und Railpool wurden jeweils 50 Lokomotiven bestellt. Sie werden als Hybridlokomotiven für dieselelektrischem Antrieb und Batterieantrieb ausgeführt.

## Einsatz
Mit ihrer Antriebskonfiguration können die Lokomotiven die Aufgabenbereiche schwerer Rangierdienst und leichter Streckendienst übernehmen. Die Dieselmotorleistung reicht aus für Übergabeleistungen im Bereich der Baureihe V 90. Der Akkuantrieb ist für Betriebssituationen gedacht, wo ein Dieselmotor unrentabel ist. Vergleichbar einem Booster ist er zudem beim Anfahren oder Steigungsbetrieb im oberleitungslosen Betrieb anwendbar.

## Technik
Die Lok ist mit einem mittig liegenden Führerstand ausgerüstet und besitzt zwei unterschiedlich lange Vorbauten. Die Stromversorgung unter Oberleitung wurde bei dem Prototyp durch einen auf dem Dach des Führerhauses installierten Einholm-Stromabnehmer realisiert. Die Serienlokomotiven werden nicht mit Oberleitungsbetrieb gefertigt.  Zwischen den Drehgestellen unter dem Führerstand sind die Akkumulatoren und der Kraftstofftank untergebracht. Zwei Diesel-Generator-Einheiten befinden sich mit deren Lüftern in den Vorbauten der Lok. In einem ist die Bremsausrüstung der Lok, im anderen Vorbau die elektrische Ausrüstung. Die Lokomotiven ab den Serienlokomotiven werden gegenüber der auf der Transport logistic gezeigten Maschine ein anderes Aussehen haben. Für die Baumusterlokomotive wurde aus Zeitgründen der Rahmen einer Lokomotive der Schalker Eisenhütte verwendet. Die Serienlokomotiven werden dann einen von Toshiba entwickelten Universalrahmen erhalten.
Ebenfalls von Toshiba sind die Drehgestelle mit den gefedert gelagerten Antriebsmotoren, die eine Neuheit gegenüber den bisherigen Drehstrom-Asynchronmaschinen darstellen. Die Motoren sind Synchronmotoren mit permanentmagnetisierter Ausführung. Die Stromübertragung geschieht wie bei herkömmlichen Drehstrom-Asynchronmotoren, neu ist, dass anstelle der Rotorbleche und -wicklungen Permanentmagnete auf dem Rotor aufgeklebt sind. Diese Technik hat sich in Japan bei Schienenfahrzeugen mehrfach bewährt und wird hier erstmals in Europa eingesetzt. Gegenüber der Drehstrom-Asynchronmaschine werden durch diese Bauform Wirkungsgrade bis 96 % erreicht.
Die Lok kann unter fahrleitungslosen Abschnitten wahlweise vom Dieselmotor oder dem Akku angetrieben werden. Es stehen zwei Dieselmotoren von MAN zur Verfügung, die insgesamt eine Leistung von 940 kW abgeben. Der Akku ist ein Lithiumtitanat-Akkumulator, er hat einen Energiegehalt von 120 kWh und ist für eine Lebensdauer über 10 Jahren bestimmt. 